# 拉克纳东
拉克纳东（Lakhnadon），是印度中央邦Seoni县的一个城镇。总人口14343（2001年）。

## 人口
该地2001年总人口14343人，其中男性7528人，女性6815人；0—6岁人口1940人，其中男992人，女948人；识字率70.98%，其中男性为77.17%，女性为64.15%。